# Simplice Sarandji
Simplice Sarandji (Baoro, 4 de abril de 1955) é um professor e político centro-africano que foi primeiro-ministro da República Centro-Africana de 2016 a 2019. Antes de sua carreira política, lecionou geografia na Universidade de Bangui.